# René Péan
Pour les articles homonymes, voir Péan (homonymie).
René Louis Péan, né à Paris le 1er juillet 1875 et mort à Ermont (Val-d'Oise) le 4 septembre 1955, est un peintre, affichiste et Illustrateur français.
Élève de Jules Chéret, il crée entre 1895 et 1905 au sein de l'atelier Chaix de nombreuses affiches pour le monde du spectacle et des loisirs.

## Biographie
Sa famille est originaire de la Sarthe et s’était installée à Paris au début du Second Empire. En 1889, il entre comme apprenti lithographe dans l'atelier de Jules Chéret, devenu, après 1881, l’Imprimerie Chaix au 20, rue Bergère, où il reste jusqu'en 1910. En 1891, il étudie également la lithographie à l’École des arts décoratifs de Paris. 
Chez Chaix, où il a pour collègues Lucien Lefèvre et Georges Meunier, sa production d’affiches pour le théâtre, le tourisme, les grands magasins, les produits manufacturés modernes, est abondante : 150 affiches environ entre 1895 et 1913. Elles mettent en scène des jeunes femmes souriantes et élégantes ou des paysages et des monuments décrits avec une précision quasi-photographique. Deux de ses productions ont été reproduites parmi les planches des Maîtres de l'affiche : À la place Clichy (1898) et Aux trois quartiers (1899). En décembre 1899, un article consacré à la pièce Shakespeare dans la revue La Rampe, atteste du fait qu’il en est le créateur des costumes.
En 1901, il participe à la collection des cent et en 1903, au concours pour l’affiche Byrrh.
Il dessine aussi pour la presse dans des journaux comme Le Sourire, L'Illustration, Nos loisirs ou La Rampe.
Il est mobilisé en 1914 lors de la Première Guerre mondiale, et on conserve de cette période des dessins faits sur le front. La guerre semble avoir marqué une rupture dans sa carrière : sa production d’affiches est bien moins importante après les années 1920. Il semble alors se tourner vers la création d’œuvres à vocation publicitaire sous forme de chromolithographies représentant des jeunes filles vues de trois-quarts, aux coiffures variées (tricorne de Colombine, béret…). Ses peintures à l’huile, ses aquarelles et ses pastels reprennent des sujets à la mode : danseuses classiques ou espagnoles, paysages, vues de Montmartre, scènes galantes, mais aussi des portraits ou des scènes familiales. Il est l'ami d'Alfons Mucha.
L’atelier de Péan était situé au 80, rue Taitbout à Paris. En 1918, il épouse Émilie Marguerite Canod, mais n'ont pas d’enfant. Il est inhumé au cimetière parisien de la Chapelle.

## Œuvres dans les collections publiques

### Affiches
- Chemins de Fer de l'Ouest et de Brighton, entre 1900 et 1904, château de Dieppe[1].
- L'Enfant du miracle, 1903, Rennes, musée de Bretagne[2].
- Plage de Saint-Malo, vers 1900, Rennes, musée de Bretagne[3].

## Salons et expositions
- Il expose au Salon des indépendants de 1921 à 1949, au Salon de Lyon de 1921 à 1925, au Salon d'hiver de 1944 à 1946.
- Il expose à la galerie Georges Petit en 1909 et 1933.
- « Toulouse-Lautrec et le cirque », affiches, dessins, pages de journaux de Toulouse-Lautrec, François Flameng, René Péan, Paris, musée Maxim's, de novembre 2008 à mars 2009.